# Безоцола-Кјеза (Парма)
Безоцола-Кјеза је насеље у Италији у округу Парма, региону Емилија-Ромања.
Према процени из 2011. у насељу је живело 10 становника. Насеље се налази на надморској висини од 429 м.